# USS Halsey (DDG-97)
USS Halsey (DDG-97) — ескадрений міноносець КРО типу «Арлі Берк» ВМС США, серії IIa з 127/62-мм АУ. Сорок сьомий корабель цього типу в складі ВМС, будівництво яких було схвалено Конгресом США.

## Назва
Корабель отримав назву на честь Вільям Голсі — американського військово-морського діяча. Одного з найвідоміших американських адміралів. Адмірал флоту США з 11 грудня 1945 року. З 1943 по 1945 рік командував 3-м флотом США

## Будівництво
Контракт на будівництво есмінця був підписаний 6 березня 1998 року з суднобудівною компанію Ingalls Shipbuilding, розташованою в Паскагула, штат Міссісіпі. Будівництво було розпочато 28 січня 2002 року. 17 січня 2003 року відбулася церемонія закладки кіля. 9 січня 2004 року судно було спущено на воду. 17 січня відбулася церемонія хрещення. В якості хрещених корабля виступили Хайді Кук Голсі, Енн Хелсі-Сміт і Аліса «Міссі» Спруансі Талбот, який був названий на честь їх діда. 31 січня 2005 року відбулася церемонія передачі корабля замовнику — ВМС США. 1 червня корабель покинув Паскагула (штат Міссісіпі), почавши свій перехід через Панамський канал в порт приписки Сан-Дієго (штат Каліфорнія), де 30 липня відбулася церемонія введення в експлуатацію. З 14 лютого 2013 року порт приписки Перл-Харбор, Гаваї.

## Бойова служба
Корабль активно експлуатується у розгортаннях в зоні відповідальності 5-го і 7-го флотів ВМС США.
4 серпня 2006 року залишив порт приписки Сан-Дієго для свого першого розгортання в західній частині Тихого океану, з якого повернувся 24 грудня.
2 листопада 2006 року Голсі відвідав Кагосіму, Японія. Тієї ночі, після вечірки за відвідуванням місцевих японських сановників, під час якої черговий екіпаж випивали, сталася пожежа, яка пошкодила одну з головних редукторних передач. Був поданий неповний звіт, але через кілька місяців ще одна пожежа та вибух виявили масштаби першої пожежі. Командира судна було звільнено, пошкодження судна склало 8,5 млн доларів.

## У популярній культурі
Восени 2012 року USS Halsey послужив місцем зйомок телевізійного серіалу «Останній корабель» де його використали в ролі вигаданого есмінця USS Nathan James (DDG-151)